# Quinta de Barbosa

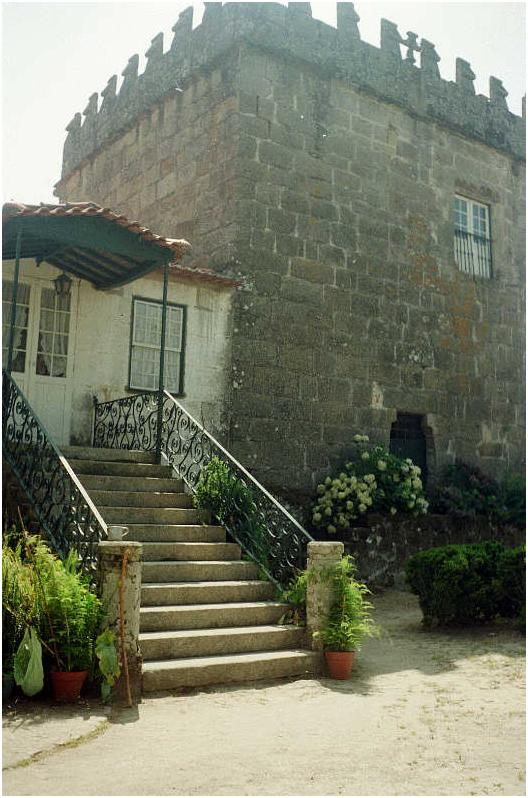

A atual quinta de Barbosa, em Rans, Penafiel, fez parte da Honra de Barbosa, uma antiga Honra dotada de autonomia jurisdicional, do século XII ao século XIX. Nela está incorporada uma torre medieval, um dos mais antigos testemunhos de arquitetura militar medieval de Portugal. Segundo o cronista jesuíta do século XVII, Fernão de Queiroz, o governador de Ceilão e vice-rei da Índia, D. Jerónimo de Azevedo (c. 1560 - 1625), nasceu na quinta de Barbosa.

## Origem
A tradição tem apontado o ano de 866 como o da construção de uma primitiva estrutura militar neste local, na sequência da doação do lugar de Bordalo, feita por Afonso III das Astúrias para o conde D. Hermenegildo. 
A primeira referência segura ao monumento data do século XII, no reinado de D. Afonso Henriques, quando a Terra de Penafiel estava na posse de D. Mem Moniz de Ribadouro (c. 1075 - 1154) - irmão de D. Egas Moniz, o aio - nobre a que se atribui a construção de um paço fortificado no local. Por testamento, a propriedade passou a sua filha, D. Teresa Mendes e, por casamento desta, para a mão de D. Sancho Nunes de Barbosa, conde de Barbosa, o primeiro nobre a usar este nome em Portugal e cuja existência se deve a alteração do topónimo.

## Arquitetura
Da torre românica não subsistiu testemunho material. O aspecto atual da torre medieval data de meados do século XIV e, posteriormente, de duas reformas levadas a cabo nos reinados de D. João I e de D. Manuel I. O conjunto edificado no território da honra - a torre, a casa, a antiga casa da Câmara, a cadeia, o pelourinho e a capela do Menino do Deus - conheceu assim várias evoluções construtivas ao longo dos séculos, tendo passado de torre militar a casa nobre rural, e desempenhado funções defensivas, administrativas, jurisdicionais e religiosas.

## A Honra até final do século XV
No período desde a sua fundação, na primeira metade do século XII, até a primeira metade do século XIV a torre e casa (de Barbosa) terá permanecido na linhagem da família de Mem Moniz (a casa medieval de Riba Douro), perdendo-se porém o rasto dos proprietários durante a segunda metade desse século.

### Da linhagem dos Riba Douro para a família Sousa
A honra - propriedade independente na qual se exerciam poderes jurisdicionais e administrativos - surge depois na posse de D. Inês de Sousa (nascida cerca de 1385 e falecida entre 1449 e 1451), filha de Martim Afonso de Sousa, 2º senhor de Mortágua, denominado "o da Batalha Real" e de sua mulher e prima, D. Maria de Sousa ou de Briteiros, esta por sua vez neta de Gonçalo Anes de Briteiros. Estes Briteiros eram descendentes por várias linhas dos primitivos senhores da honra de Barbosa. D. Inês de Sousa foi casada com Pedro Peixoto, alcaide de Sabugal e senhor de Gouveia de Riba Tâmega.
Pedro Peixoto vendeu o senhorio de Gouveia de Riba Tâmega por 140.000 reais de prata, após licença real, a Fernão Gonçalves de Miranda, do Conselho de D. Afonso V e marido de D. Branca de Sousa (filha de Afonso Vasques de Sousa, "o Cavaleiro" e assim prima irmã da referida D. Inês de Sousa). Fernão Gonçalves de Miranda comprou também a honra de Barbosa à mulher deste Pedro Peixoto, a referida D. Inês de Sousa.
Em 1462 há assim novos registos, confirmando que a Honra de Barbosa está na propriedade do referido Fernão Gonçalves de Miranda, marido de D. Branca de Sousa.
No ano de 1473 os herdeiros de Branca de Sousa e Fernão de Miranda venderam os seus domínios de Gouveia do Tâmega e Barbosa a Fernão de Sousa (c. 1420 - c. 1500), que veio assim a ser o 1.º senhor de Gouveia (cujo senhorio continuou nos seus descendentes na linha primogênita, que 2 séculos mais tarde herdariam também o título de conde de Redondo) na família dos Sousa - e foi também senhor da honra de Barbosa. 
Este Fernão de Sousa era filho de Martim Afonso de Sousa, senhor da Torre ou Castelo de Santo Estevão, e neto do outro Martim Afonso de Sousa, 2º senhor de Mortágua, "o da Batalha Real", acima referido. Era por isso sobrinho de D. Inês de Sousa e primo como sobrinho de D. Branca de Sousa.
Assim, ao longo do século XV a honra de Barbosa esteve na posse de três membros da família Sousa, começando em D. Inês de Sousa, cujo bisavô Gonçalo Anes de Briteiros tinha laços de ascendência familiar com os primitivos senhores da honra, da linhagem e casa de Riba Douro.

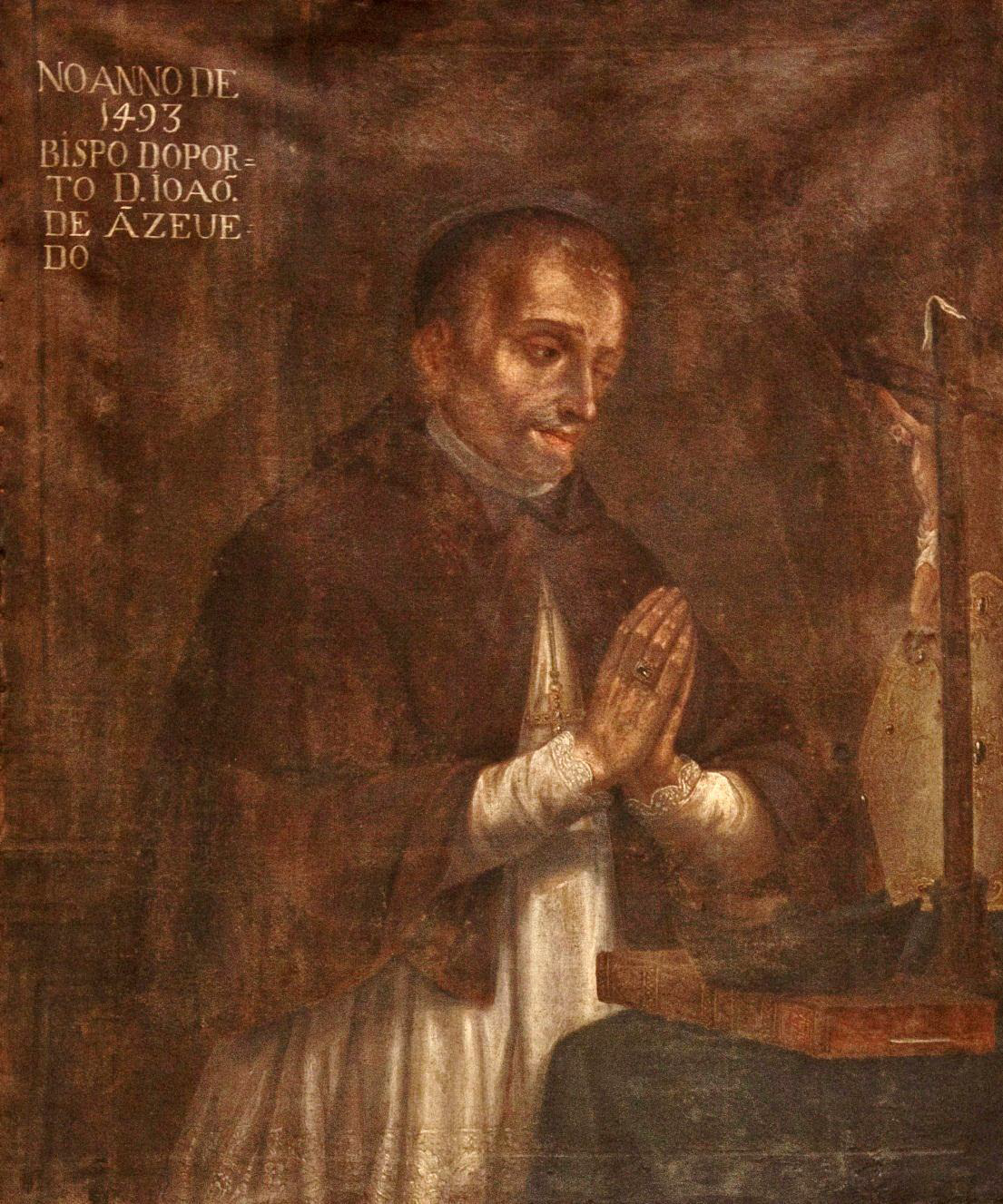
D. João de Azevedo (c. 1430 - 1517), Bispo do Porto de 1465 a 1495. Teve filhos com D. Joana de Castro (c. 1460 - c. 1532), senhora da honra de Barbosa, pelo que a posse da honra viria a passar para a sua descendência.

## Século XVI até século XIX
Na transição do século XV para o século XVI, a posse da Honra passou para o domínio de D. Joana de Castro (c. 1460 - c. 1532), filha do casamento do referido Fernão de Sousa com D. Mécia de Castro de Ataíde, filha do 1.º conde de Atouguia. A comprovar este facto está uma sentença do Rei D. Manuel I, datada de 10 de janeiro de 1503, que ordenou "D. Joana de Castro, filha de Fernão de Sousa" a cessar abusos que teriam sido por ela praticados contra os residentes da Honra de Ataíde, em Santa Cruz de Riba Tâmega e da Honra de Barbosa, em Penafiel de Sousa, de que D. Joana era proprietária.

### A carta régia de 29 de maio de 1543
D. Joana de Castro (c. 1460 - c. 1532) teve 6 filhos com o 31º bispo do Porto, D. João de Azevedo, destacando-se entre estes D. Manuel de Azevedo (c. 1486 - 16 de janeiro de 1578), que foi sucessor no senhorio da Honra de Barbosa, por carta régia de D. João III, de 29 de maio de 1543. Foi ainda comendatário dos mosteiros de Bustelo e Alpendurada e pai de pelo menos 13 filhos, entre os quais o mártir jesuíta, Beato Inácio de Azevedo e o capitão-geral de Ceilão e vice-rei da Índia portuguesa, D. Jerónimo de Azevedo.
Partindo do relato precedente, a conclusão mais plausível é ter sido o seguinte o esquema de transmissão do senhorio da honra de Barbosa, por sucessão em linha feminina, desde o século XII até o século XVI: da linhagem de Mem Moniz para a família Briteiros, depois para a família Sousa e finalmente para a família Ataíde Azevedo Malafaya.
A plausibilidade desta hipótese é confirmada pelo teor da carta régia que confirmou o senhorio de Barbosa a D. Manuel de Azevedo, pois D. João III nela afirma que "a honra [de Barbosa] era muito antiga e antes de El-Rei D. Dinis" e que "os antepassados [de D. Manuel de Azevedo] tiveram sempre nela jurisdição cível e crime".

### O Morgadio de Barbosa e Ataíde (1559)
D. Manuel de Azevedo, já depois de confirmado no senhorio da honra, fez testamento, outorgado em 17 de setembro de 1559, em que instituiu um morgadio, deixando assim a sua herança, incluindo os domínios de Barbosa e Ataíde, cujas quintas davam na época uma renda anual de 100 mil reais cada uma, a um dos seus filhos, D. Francisco de Ataíde e Azevedo (c. 1554 - 11.05.1619).
Três dos filhos de D. Manuel de Azevedo, bem como a quinta de Barbosa, são referidos em termos encomiásticos pelo cronista jesuíta Fernão de Queiroz, na sua acima referida obra, Conquista Temporal e Espiritual de Ceilão, escrita em 1687, e considerada por historiadores contemporâneos como "a maior obra dedicada à História dos Portugueses no Ceilão":
O grande D. Jerónimo de Azevedo foi filho terceiro de D. Manuel de Azevedo; nasceu na célebre quinta de Barbosa, em Paço de Sousa. Teve por irmão mais velho o Glorioso Mártir D. Ignacio de Azevedo. O outro foi D. Francisco de Azevedo, que herdou a casa, de cuja antiga nobreza tratam os Nobiliários de Portugal.

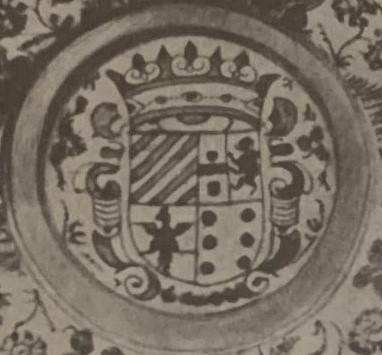
Prato brasonado do século XVII, com as armas do senhor das honras e quintas de Barbosa e Ataíde. Escudo esquartelado: 1. Ataíde 2. Sousa do Prado 3. Azevedo 4. Castro

O filho sucessor de D. Manuel de Azevedo e os seus descendentes viriam depois a herdar, por casamentos, em três gerações sucessivas, vários antigos senhorios e vínculos, que seriam assim agregados ao morgadio de Barbosa e Ataíde. 
Nomeadamente, o morgadio (capela) fundado por D. Urraca Lourenço da Cunha no ano de 1269, o vínculo instituído em 1574 por Francisca de Magalhães (bisneta de Diogo Cão e sobrinha-bisneta de Fernão de Magalhães), o vínculo de Guilhabreu ou Parada, fundado por Vicente Novais em 1583, incluindo a sua capela de Nª Srª do Amparo, com o brasão dos Silvas, os senhorios, remontando ao século XII, das vilas de Aguieira e Mourisca (dos Castro Alcoforado) e ainda os vínculos e morgadios de Cristóvão de Brito (1559), de seu irmão, o capitão de Ceilão Lopo de Brito (1547), e do neto deste, igualmente chamado Lopo de Brito, casado com D. Maria de Alcáçova Carneiro, da linhagem dos Silvas, alcaides de Campo Maior e Ouguela.
Quanto ao senhorio da honra de Barbosa, continuaria na posse dos sucessores do referido D. Francisco de Ataíde e Azevedo até 1834, enquanto a propriedade da quinta e torre de Barbosa ficaria nos descendentes da família Ataíde Azevedo e Brito Malafaia até a atualidade.
Esta família exerceu assim, até à extinção dos senhorios em Portugal, ocorrida no ano de 1834, extensos poderes judiciais e administrativos na região abrangida pela Honra de Barbosa - que tinha uma área de cerca de 6 km², no ano de 1527 e também em 1700, segundo as pesquisas do historiador António Manuel Hespanha.

## Personalidades históricas ligadas à honra e quinta de Barbosa
- Mem Moniz de Ribadouro (1080 - 1154),  rico-homem do condado portucalense

- Fernão de Sousa (1421 - c. 1500), Alcaide-mor de Montalegre e Portel
- João de Azevedo (c. 1430 - 1517), bispo do Porto
- Manuel de Azevedo (1486 - 1578), instituidor do morgadio de Barbosa e Ataíde

- Inácio de Azevedo (1526 - 1571), mártir jesuíta e beato

- Jerónimo de Azevedo (c. 1555 - 1625), 2.º governador do Ceilão português e 20.º vice-rei da Índia

- João de Azevedo (c. 1540 - c. 1615), capitão-general e governador de Moçambique

- João de Ataíde e Azevedo (1587 - c. 1650), escritor e militar na guerra da Restauração

- Francisco de Azevedo e Ataíde (1616 - 1669), comandante militar na guerra da Restauração

- Bárbara Micaela de Ataíde (1655 - depois de 1705), Abadessa do Convento de Santa Clara de Vila do Conde

- Luís Inácio de Ataíde Azevedo e Brito Malafaia (1735 - 1792), comandante militar no Estado da Índia

- Miguel Vaz Guedes de Ataíde Azevedo e Brito (1794 - 1864), militar na guerra Peninsular e nas guerras liberaisCoordenadas: 41° 10' N 8° 18' 4" O